# Julio Solano
Julio César Solano (nacido el 8 de enero de 1960 en Agua Blanca) es un ex lanzador dominicano que jugó en las Grandes Ligas de Béisbol, desempeñándose como lanzador de relevo entre 1983 y 1989. Fue firmado como amateur por los Houston Astros en 1979, equipo con el que debutó en Grandes Ligas el 15 de abril de 1983. Transferido desde los Astros a los Seattle Mariners por Doug Givler el 30 de septiembre de 1987.

## Estadísticas

### Como lanzador
- 6 ganados
- 8 perdidos
- 4.55 efectividad
- 102 ponches
- 3 juegos salvados
- 106 juegos lanzados
- 174.0 innings lanzados[1]

### Como bateador
- 82 juegos
- 13 al bate
- 1 carrera anotada
- 1 hit
- 10 ponches
- promedio de .077[1]